# Československo-polský spor o Oravu a Spiš

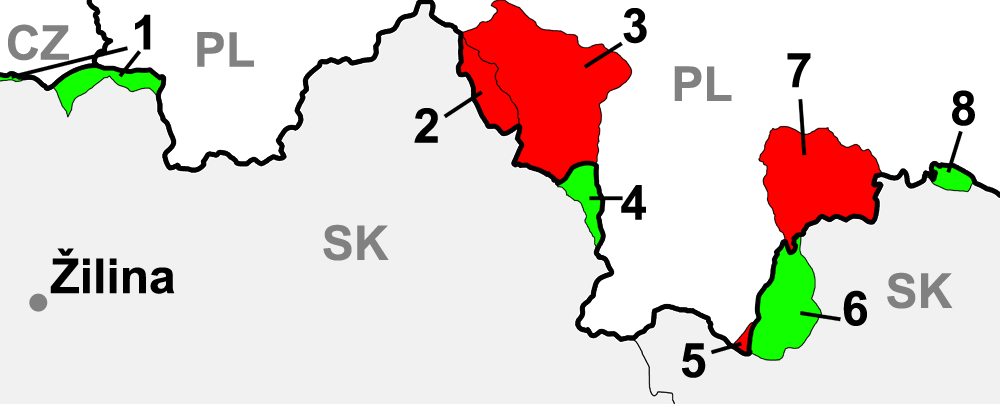
Mapka sporného území. Orava: č. 3 označuje oblast Jablonky, přiřčenou Polsku, č. 2 oblast Velké Lipnice, přiřčené Polsku a vyměněné s Československem za oblast č. 4, Hladovku a Suchou Horu. Spiš: č. 7 označuje oblast Nové Bílé, přiřčenou Polsku, č. 8 oblast Lesnice, přiřčenou Československu a č. 6 oblast Javoriny, přiřčenou Československu

Československo-polský spor o Oravu a Spiš byl jeden z československo-polských pohraničních sporů a vedl se mezi těmito státy od roku 1918 do roku 1958. Vrcholil v letech 1918 až 1920 a v letech 1938 a 1939. S konečnou platností byl ukončen až československo-polskou smlouvou z roku 1958.
Po zániku Rakouska-Uherska vznikl mezi nově vzniklým Československem a Polskem spor o území Oravy a Spiše. 28. července 1920 rozhodla Velvyslanecká konference ve Spa o rozdělení sporného území mezi oba státy. V roce 1938 Polsko vojensky obsadilo a anektovalo sporná území přiřčená Československu. V roce 1939 se nově vzniklý Slovenský stát zúčastnil invaze do Polska a obsadil území obsazená Polskem v roce 1938 i území přiřčená Polsku v roce 1920. Po druhé světové válce se hranice vrátily do stavu před polským obsazením. Spor byl ukončen uzavřením smlouvy o vzájemných hranicích v roce 1958.

## Rámec událostí

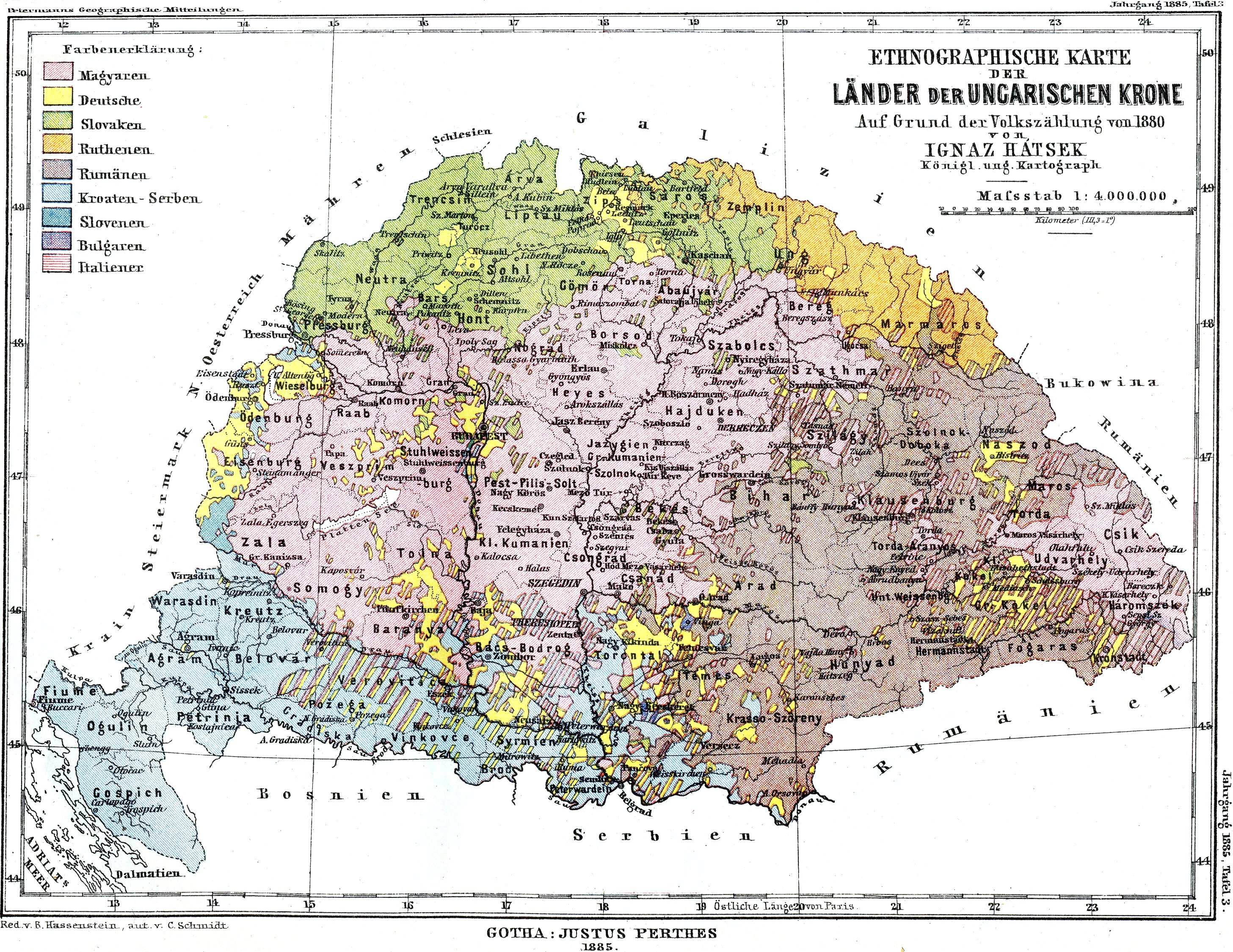
Mapa národnostního složení Uherska podle sčítání lidu v roce 1880, ukazující slovanské obyvatelstvo Oravy a Spiše jako Slováky (v případě Spiše malou částí též jako Rusíny)

V době Rakouska-Uherska byly Orava i Spiš součástí Uherska, každá jako zvláštní župa (Árva a Szepes [Sepeš]). Obě tyto župy na severu hraničily s rakouskou částí monarchie, konkrétně s rakouskou korunní zemí Halič, obydlenou v této své části Poláky. Místní obyvatelstvo severní části Oravy i Spiše, „Goralé“, mělo blíže ke Slovákům než k Polákům. Polští národovečtí pracovníci z Podhalí a polského národního střediska v Krakově se o obě oblasti začali zajímat až v prvním desetiletí 20. století. Z polského pohledu byli místní obyvatelé národnostně neuvědomělí, pomaďarštění, resp. poslovenštění Poláci. Příslušnost místního obyvatelstva k Polákům byla odvozována z přítomnosti polských jazykových prvků v místních nářečích.
Během první světové války se začal mezi Poláky objevovat požadavek připojení Oravy i Spiše k budoucímu polskému státu.

## 1918–1920

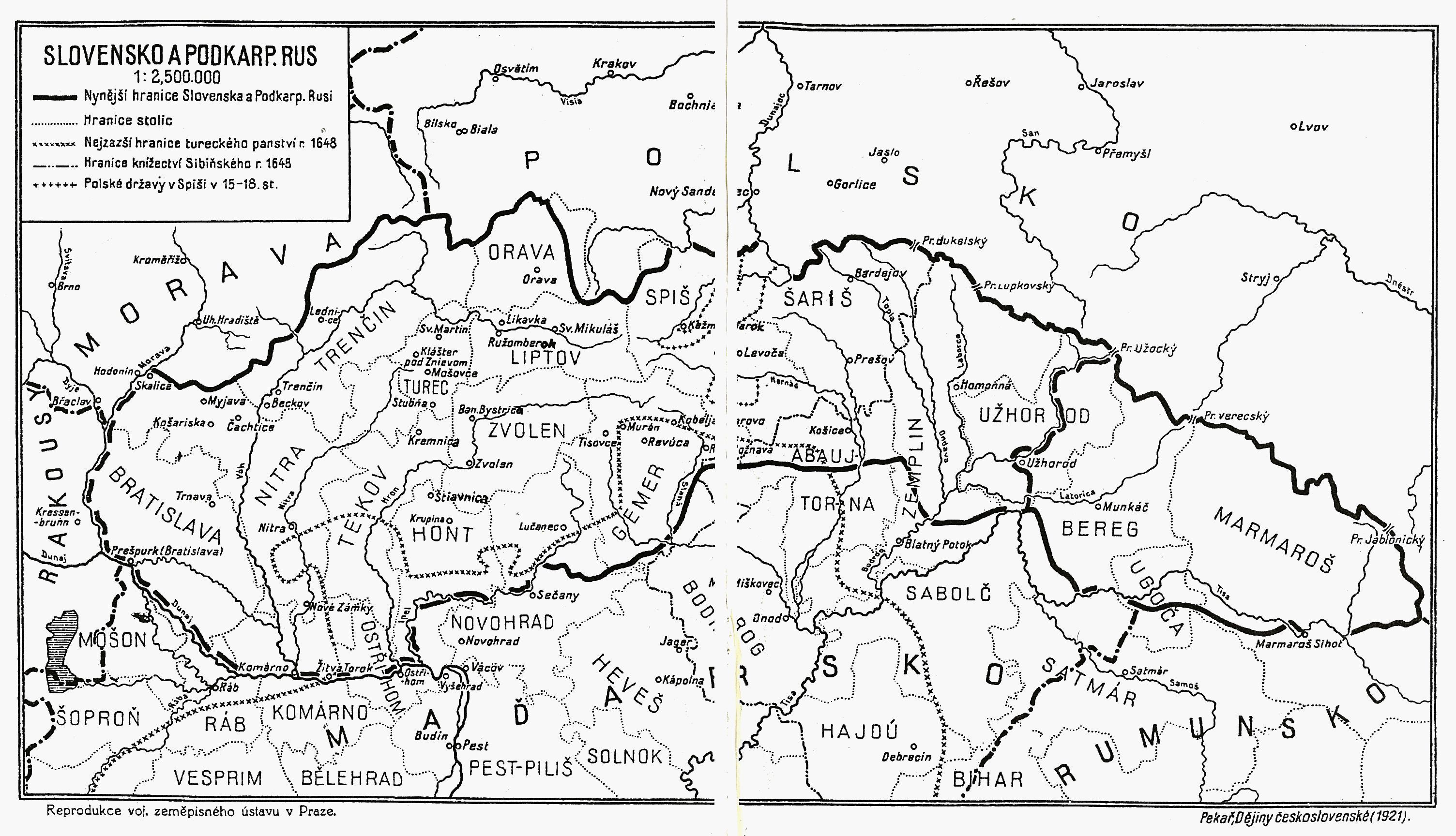
Nově vytvořené Slovensko a bývalé uherské župy

V říjnu 1918 začali polští autoři psát o údajně až třech stech tisících Poláků žijících na území Oravy, Spiše, ale i Liptova a Čadecka. 27. října 1918 přijalo shromáždění polských obyvatel Těšínska v Těšíně rezoluci, ve které vyzvalo polské orgány, aby požadovaly připojení Oravy a Spiše k Polsku. 5. listopadu 1918 se v Jablonce na Oravě sešlo z iniciativy Ferdinanda Machaye shromáždění propolských obyvatel a schválilo proklamaci o připojení Oravy, Spiše a Čadecka k Polsku. Zvolilo též polský Národní výbor obrany Oravy (Komitet Narodowy Obrony Orawy) a žádalo o vyslání polských vojenských jednotek na Oravu. Polské vojsko pak v následujících dnech Oravu obsadilo. V polovině listopadu 1918 se obdobně ve Staré Ľubovni na Spiši utvořil polský Národní výbor obrany Spiše (Komitet Narodowy Obrony Spisza) a v polovině prosince 1918 vstoupilo polské vojsko i na Spiš.

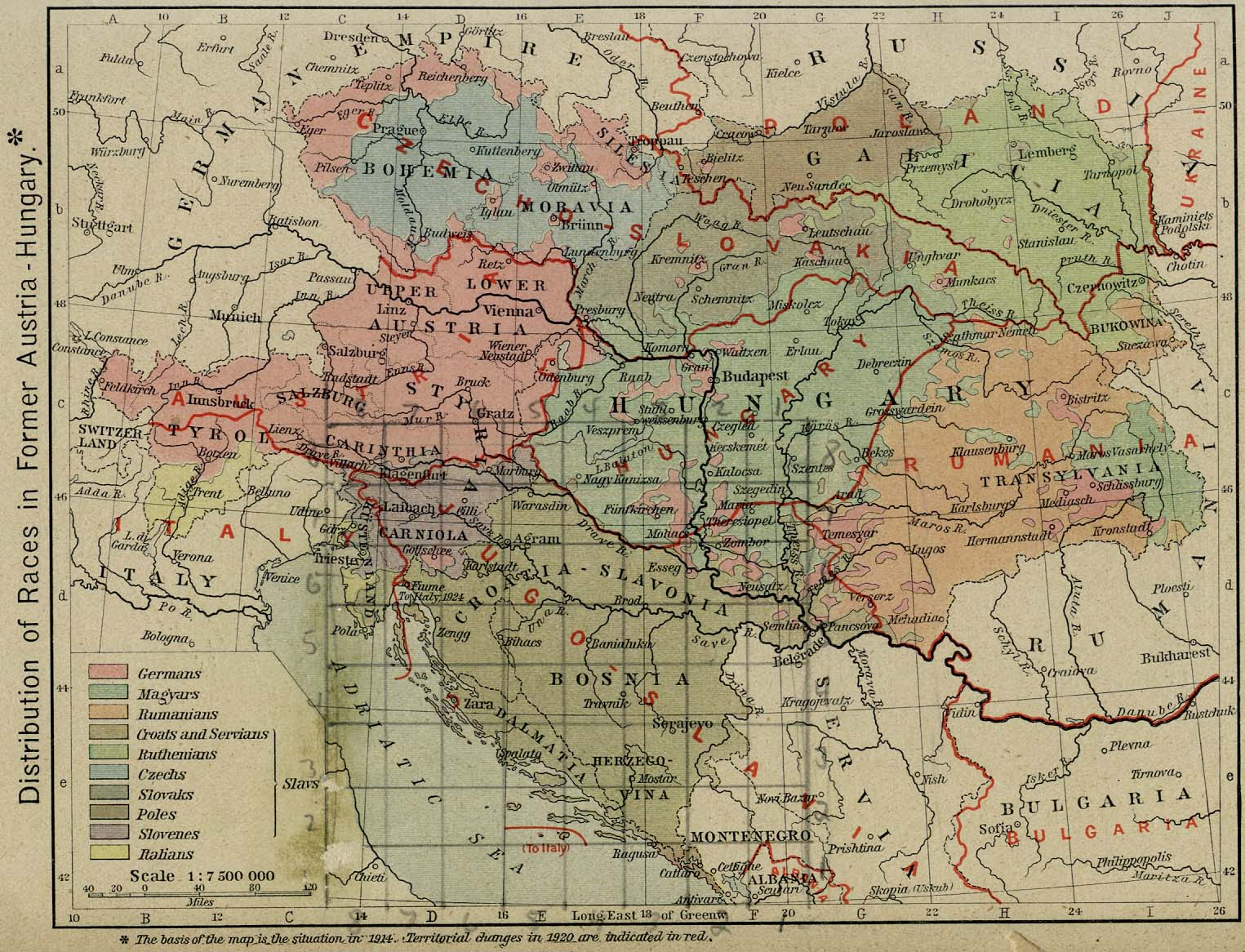
Uhry a Maďarsko po Trianonské smlouvě

Obě polské vojenské akce byly v rozporu se stanoviskem Dohody z 5. prosince 1918, ve kterém byla za demarkační linii Slovenska určena stará zemská hranice haličsko-uherská. Vzhledem k tradičnímu polsko-maďarskému spojenectví nebyly obě vojenské akce přijímány jednoznačně ani v samotném Polsku – polští zástupci v Budapešti ujistili maďarskou vládu, že ke vstupu polského vojska na uherské území došlo bez vědomí polské vlády a že toto obsazení není namířeno proti územní integritě zemí Koruny svatoštěpánské.
Polsko na obsazených územích Oravy a Spiše vypsalo na konec ledna 1919 konání voleb do polského Sejmu. Protože by tyto volby znamenaly faktický výkon státní suverenity nad obsazeným územím a tato skutečnost by mohla přinést Polsku výhodu při jednáních o definitivní delimitaci hranic, československé orgány se snažily konání těchto voleb ve sporném území zabránit. Československo se obrátilo s protestem proti polskému postupu k náčelníkovi vojenské mise Dohody v Budapešti, který nařídil vyklizení Polskem obsazeného území do 13. ledna 1919. 23. prosince 1918 došlo na Spiši u Vyšních Hágů k přestřelce československých a polských oddílů. V obci Oravská Polhora na Oravě zahájily polské oddíly střelbu do vesničanů, což způsobilo výrazný odklon sympatií místního obyvatelstva od Polska. 24. prosince 1918 bylo uzavřeno v Popradu příměří a uzavřena smlouva o demarkační linii, odkazující konečné vytyčení hranic na pařížskou mírovou konferenci. V polovině ledna 1919 bylo fakticky celé sporné území na Oravě a Spiši pod kontrolou Československa.

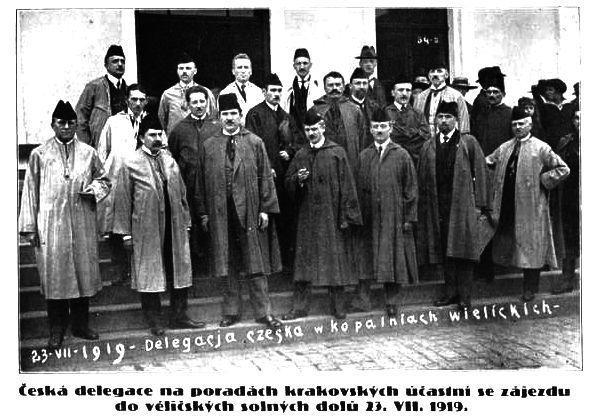
Česká delegace na dvoustranných jednáních v Krakově

Na mírové konferenci v Paříži se největší pozornost při jednáních o československo-polských územních sporech soustředila na Těšínsko – oba státy se tam právě střetly v krátké, ale krvavé Sedmidenní válce a jeho hospodářský a strategický význam byl výrazně vyšší než význam ostatních Polskem nárokovaných území. 12. února 1919 dorazila do Těšína zvláštní Mezispojenecká komise k řešení československo-polských územních sporů. K vyřešení sporu ale nedošlo. Pokus řešit sporné otázky dvoustranným československo-polským jednáním v Krakově zcela ztroskotal. Bylo zvažováno řešení na základě plebiscitu, který měl na Slovensku proběhnout na Oravě a v části Spiše.
Vztahy Československa a Polska byly nevyřešenými územními spory značně poznamenány a vedly k vzájemnému nepřátelství. V případě Slovenska Polsko podporovalo ty skupiny slovenských politiků, které se stavěly příznivě k setrvání Slovenska ve svazku s Maďarskem a zkoumalo možnosti využití slovenských politických sil, které by požadovaly slovenskou nezávislost, slovensko-maďarskou federaci či příklon Slovenska k Polsku namísto Česku. Někteří z těchto slovenských politiků se stavěli příznivě k předání sporných území Oravy a Spiše Polsku.
Na situaci měla vliv i Sovětsko-polská válka, probíhající od února 1919. V době obsazení Kyjeva polskými vojsky sice nadhodil polský diplomat E. Pilz v Paříži možnost řešení sporu arbitráží a Edvard Beneš souhlasil, ale polská strana jako celek se toto řešení zdráhala přijmout. Jak se ale měnila situace na frontě v polský neprospěch, územní spory s Československem ztrácely v Polsku na důležitosti. Pomoc Polsku ve válce byla navíc vázána na jeho souhlas s přijetím arbitráže ve všech dosud nevyřešených otázkách polských hranic.
Velvyslanecká konference vydala rozhodnutí o československo-polských hranicích, včetně Oravy a Spiše, 28. července 1920. Na Slovensku byly požadavky Polska zohledněny v omezené míře. Polsko získalo 20 % území Oravy s obcemi Srnie, Podvlk, Harkabúz, Nižná Zubrica, Vyšná Zubrica, Oravka, Bukovina-Podsklie, Pekelník, Jabłonka, Chyžné, Hladovka, Suchá Hora, Vyšná Lipnica a část Nižné Lipnice, a 4,2 % území Spiše (nyní tzv. Polská Spiš) s obcemi Nová Belá, Fridman s (osadou Falštin), Krempach, Tribš, Durštín, Čierna Hora, Jurgov, Repisko, Vyšné Lapše, Nižné Lapše, Nedeca, Kacvín a Lapšanka. Československá strana rozhodnutí přes svůj nesouhlas podepsala týž den a polská 31. července 1920. Polská strana současně předala slavnostní ohrazení, které kritizovalo nerespektování národnostních poměrů při stanovení hranic. Všechny obce byly Polsku předány proti vůli svých obyvatel.
Arbitrážní rozhodnutí se setkalo s projevy nesouhlasu v obou státech. V Československu byl Edvard Beneš tvrdě kritizován za opuštění historické hranice a slovenští autonomisté využívali odstoupení části Oravy a Spiše k protičeské agitaci. Polsko následně započalo s násilnou polonizací.

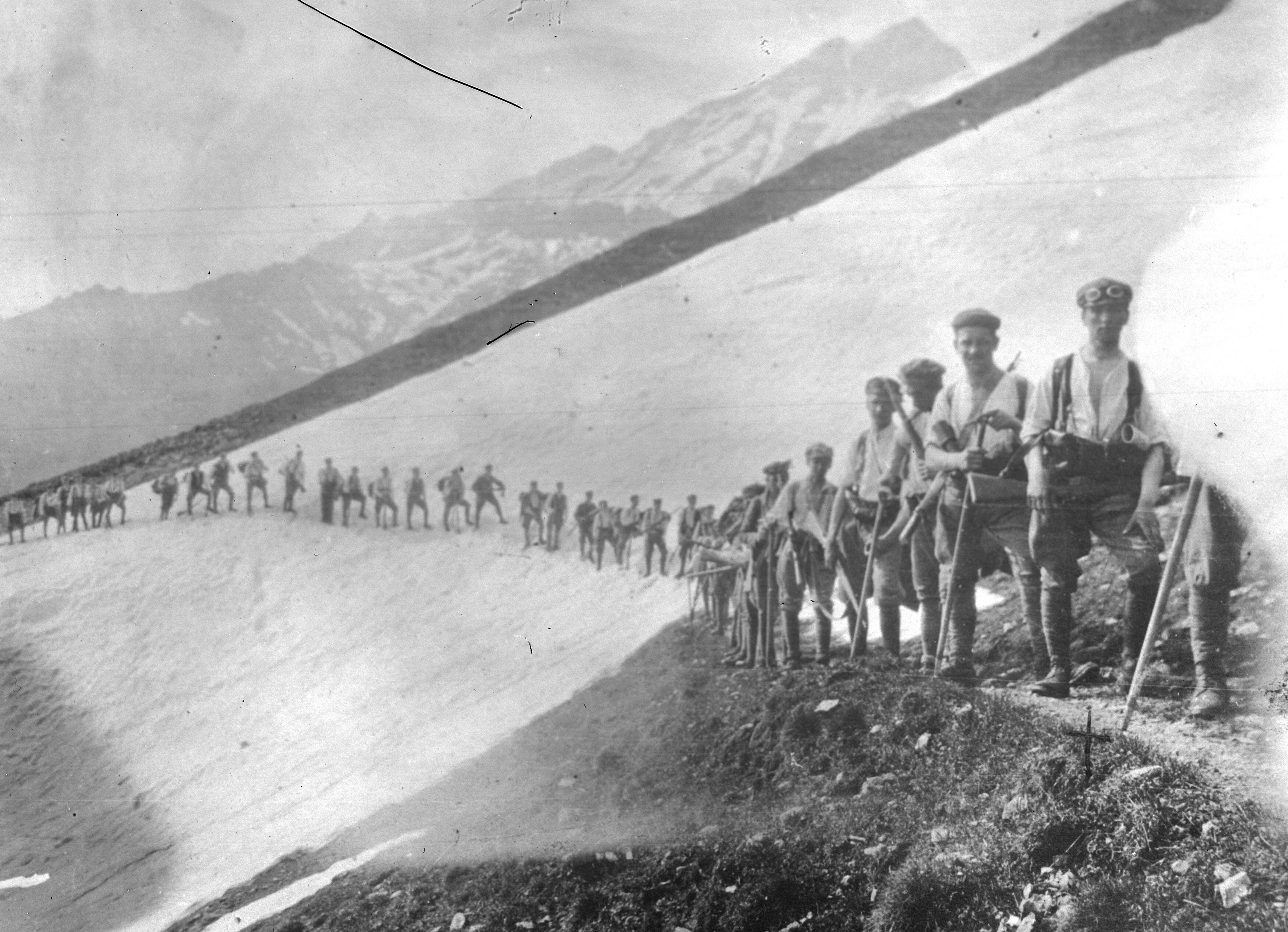
Vysokohorská rota při obsazení Spiše polskou armádou během pochodu ke Kopskému sedlu 1(1919)
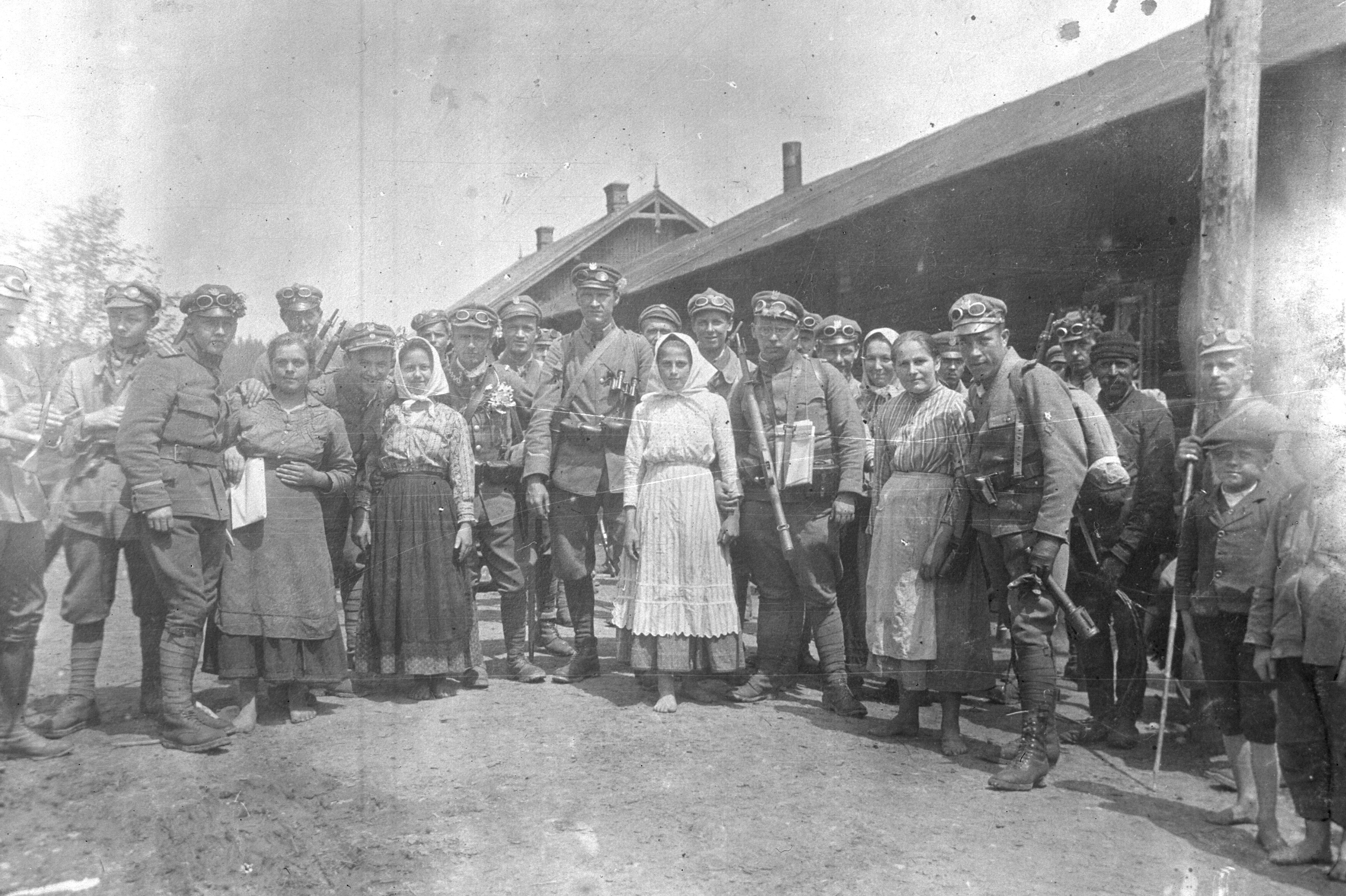
Oddíl vysokohorské roty po vstupu do Tatranské Javoriny. Vidět je mimo jiné Mieczysław Świerz (uprostřed, s puškou přehozenou přes rameno) (1919)
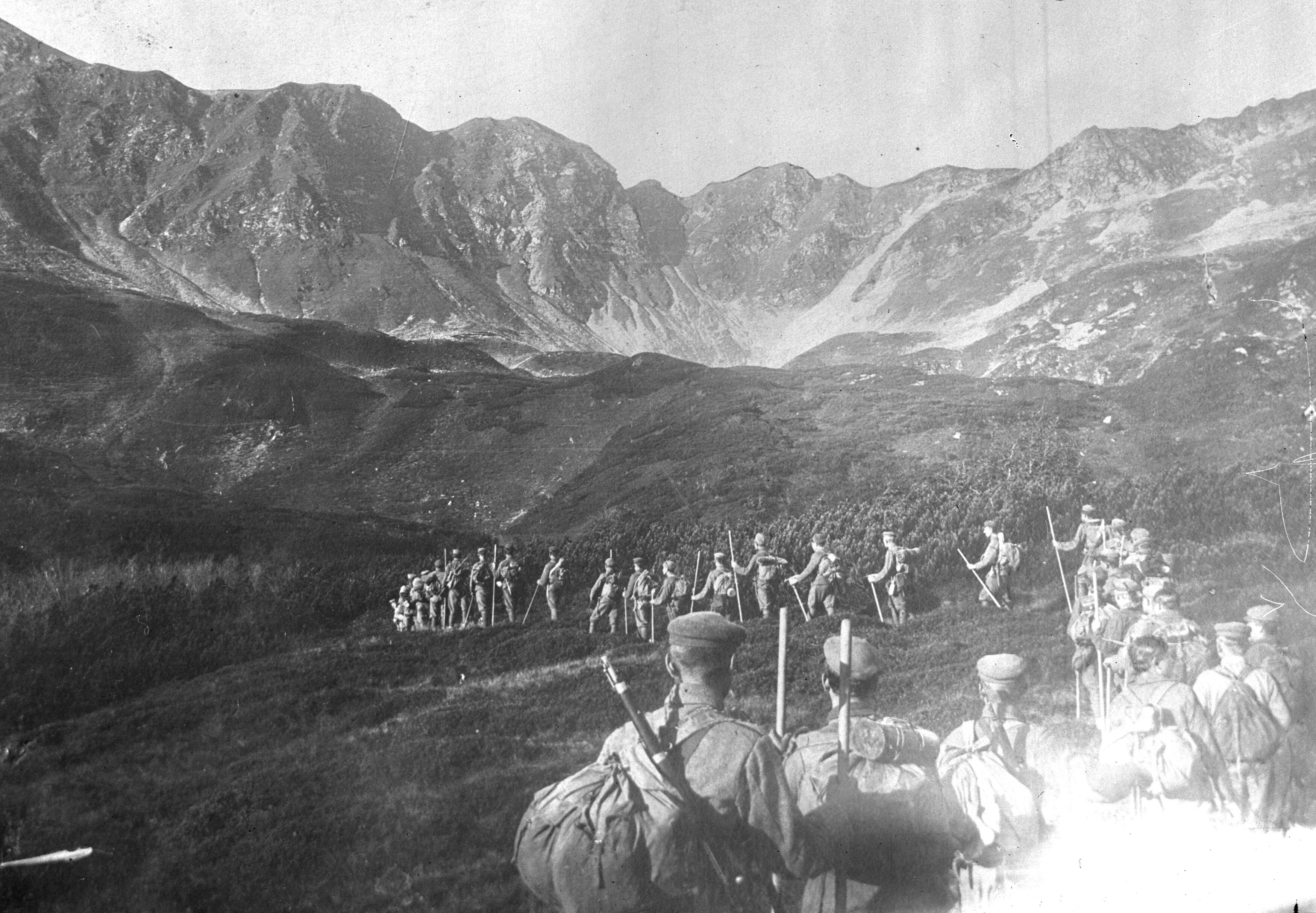
Vysokohorská rota na pochodu Javorovou dolinou (1919)

## Mezinárodní arbitráž o Javorinu

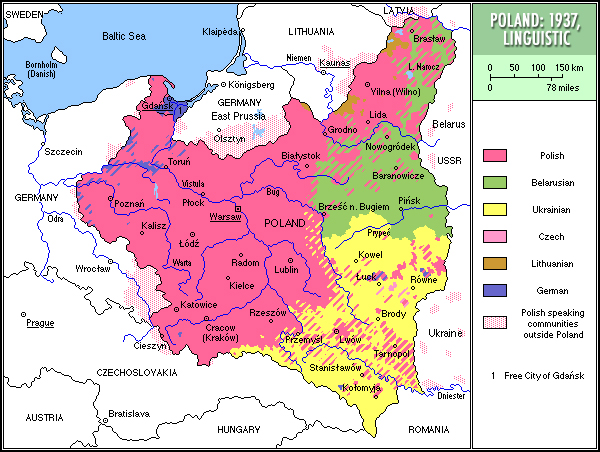
Jazyková mapa Druhé polské republiky v roce 1937

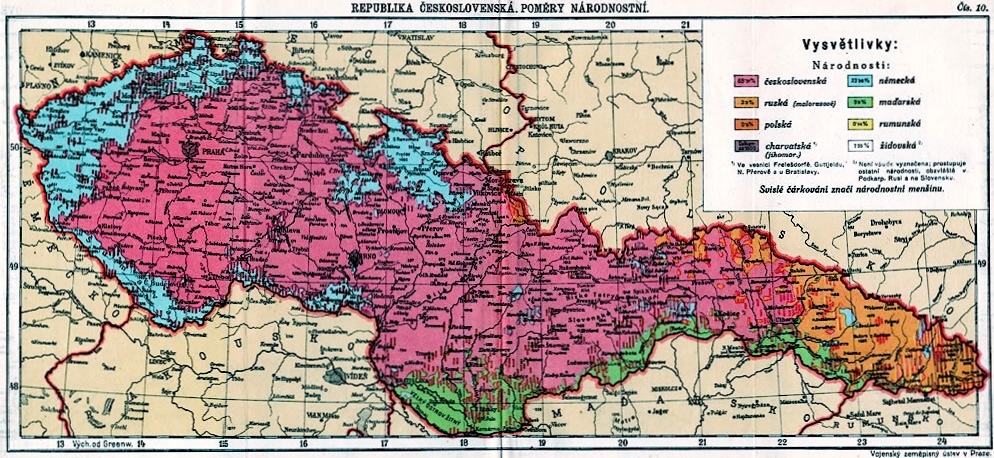
Mapa národů První československé republiky podle sčítání lidu v roce 1930

Na počátku 20. let 20. století se začaly československo-polské vztahy částečně zlepšovat. V roce 1921 došlo mezi oběma státy k uzavření hospodářské dohody a politické smlouvy, jejich ratifikace však byla v Polsku díky aktivitě politických kruhů z Těšínska a Krakova odkládána. Polsko současně pokračovalo v podpoře slovenské iredenty. Československo obdobným způsobem podporovalo ukrajinské separatisty požadující revizi východních hranic Polska.
Mezi oběma státy dále propukl spor o spišskou obec Javorinu. Rozhraničovací komise navrhla výměnu území obce Lipnice na Oravě za území obcí Hladovka a Suchá Hora a oba státy tento návrh přijaly. Československá strana však odmítla polský požadavek na přičlenění Javoriny, části katastru obce Jurgov a části katastru obce Ždiar na Spiši bez náhrady k Polsku. Polsko poté nabídlo výměnou za Javorinu obce Kacvín a Nedecu, ale Československo nepřistoupilo ani na tento návrh, přestože byl podpořen doporučením delimitační komise. Československo stálo na stanovisku, podle kterého záležitost Javoriny již vyřešilo rozhodnutí arbitráže ve Spa a Javorina tak nemůže být předmětem delimitace. Polské veřejné mínění však záležitost Javoriny vnímalo jako nedostatek dobré vůle na československé straně a požadovalo připojení Javoriny jako kompenzace za podle jejího názoru nespravedlivé rozhodnutí arbitráže o československo-polských hranicích na Těšínsku.
Spor o Javorinu přerostl ze sporu o hraniční úpravy v otázku prestiže obou států. Konference velvyslanců rozhodnutí ve sporu přenesla na Společnost národů s doporučením předat spor mezinárodnímu soudu v Haagu. Podle rozhodnutí tohoto soudu bylo rozhodnutí arbitráže ve Spa definitivní, nicméně delimitační komise může doporučit drobné změny. Polsko poté předložilo Radě Společnosti národů stanovisko, podle kterého bylo doporučení delimitační komise o výměně části Javoriny za Kacvín a Nedecu v kompetenci delimitační komise. 17. prosince 1923 Rada Společnosti národů nepodpořila polské stanovisko a Javorina zůstala v celém svém katastru součástí Československa.

## 1938

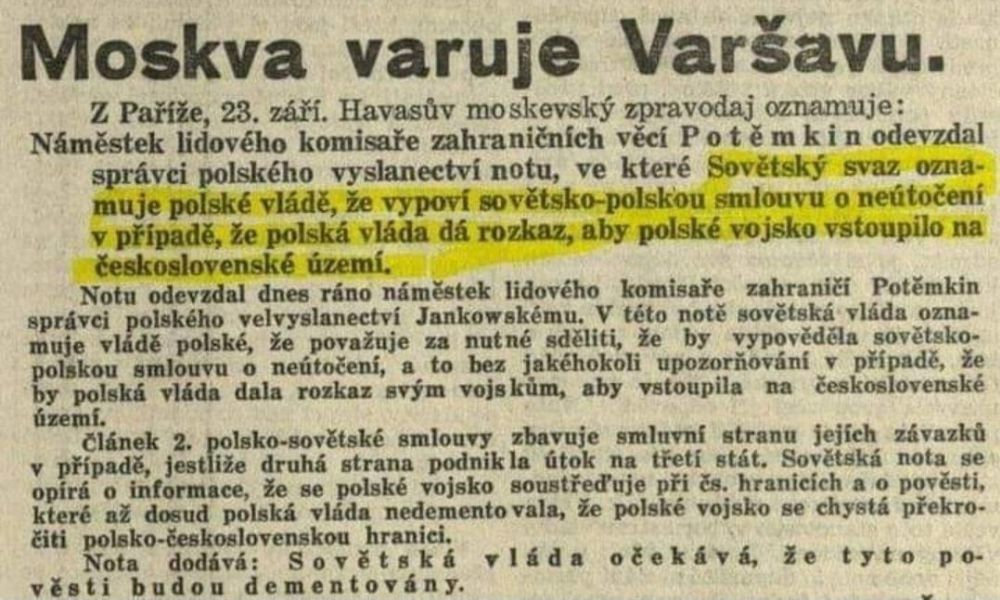
Moskva varuje Varšavu. (Z československého tisku z roku 1938.) - Moskva oznamuje polské vládě, že vypoví sovětsko-polskou smlouvu o neútočení v případě, že polská vláda dá rozkaz, aby polská armáda vstoupila na československé území.

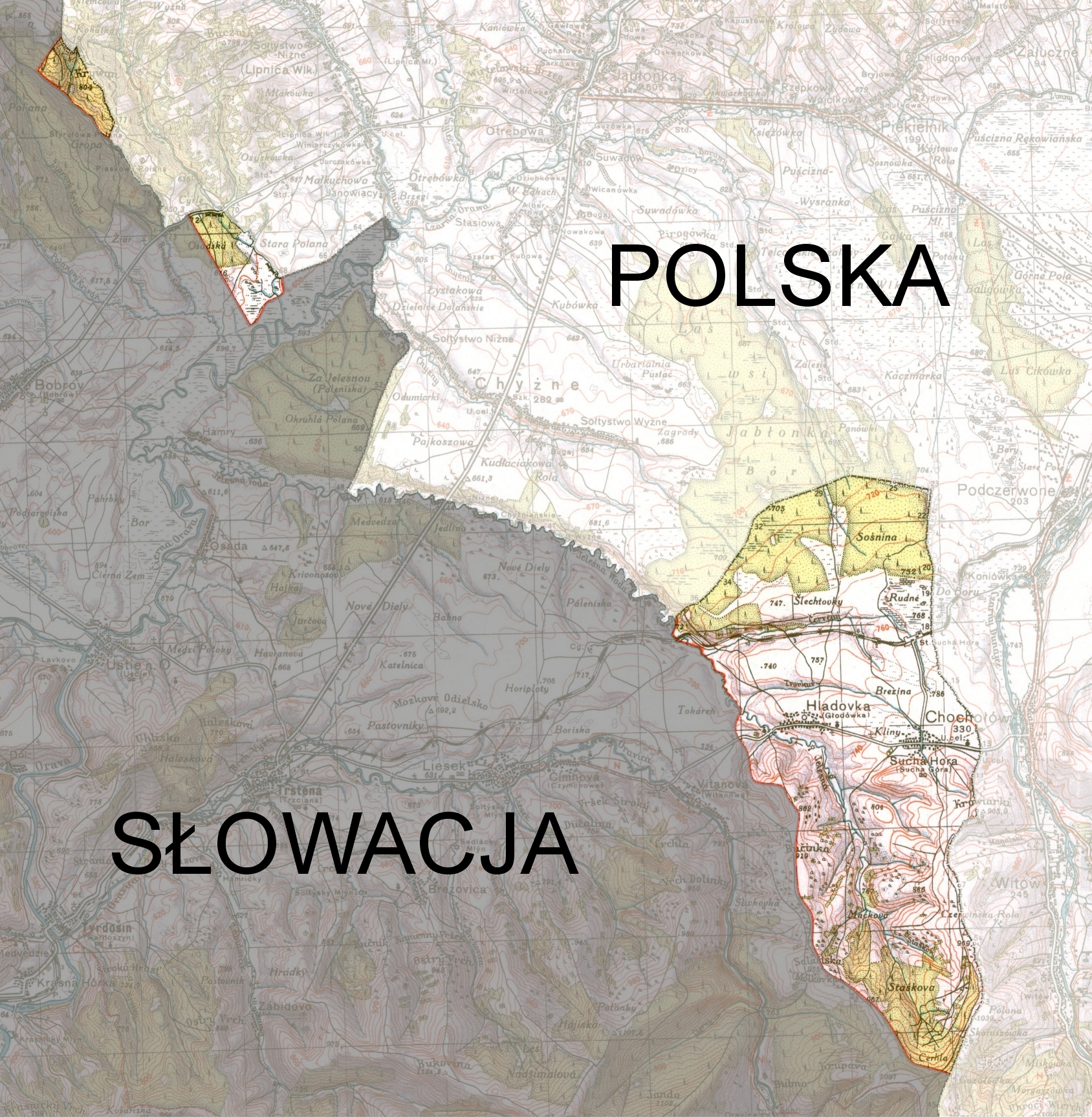
Mapa ukazující část slovenské Oravy přičleněnou v roce 1938 k Polsku

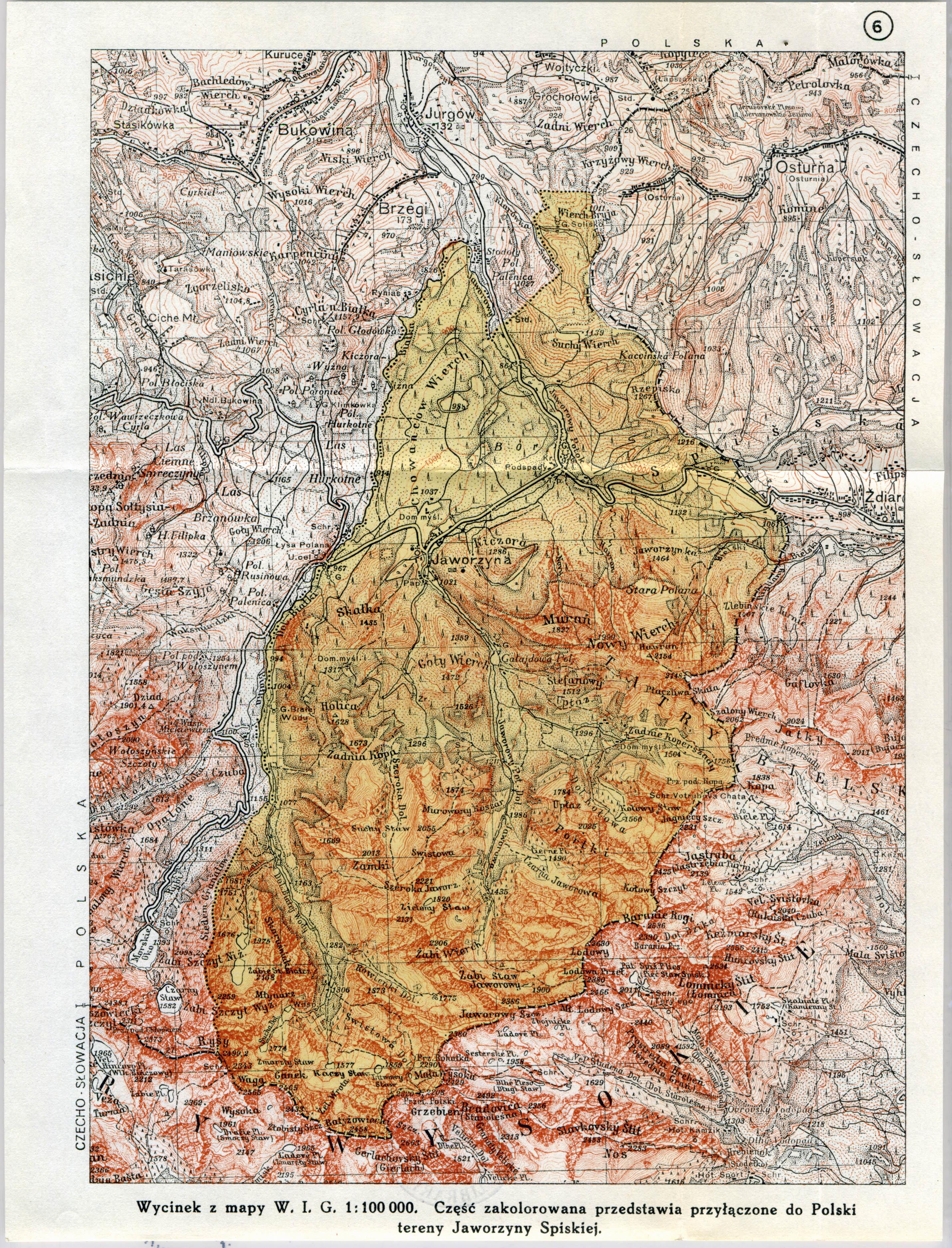
Mapa ukazující část slovenské Spiše přičleněnou v roce 1938 k Polsku

Po vojenském obsazení a anexi Těšínska (včetně malého pruhu Čadecka při dnešních česko-slovenských hranicích) Polskem v říjnu 1938 pokračovaly polské snahy o „komplexní řešení“ československého problému. Polsko podporovalo slovenskou iredentu a vyhlášení slovenské nezávislosti. Protože však slovenští iredentisté nepostupovali z polského pohledu dostatečně rychle a rostl německý zájem o Slovensko, byla v Polsku zahájena propagandistická kampaň na podporu polských územních nároků na Oravě a Spiši. Vznikl Výbor pro pomoc Spiši, Oravě a Kysucím a Výbor sjednocených Poláků na Oravě. Bylo požadováno připojení území o celkové rozloze několika tisíc kilometrů čtverečních s více než sto tisíci obyvateli. Současně Polsko zahájilo diverzní operaci Sochor k destabilizaci a diskreditaci československé státní moci na Podkarpatské Rusi.
Polská vláda odevzdala své územní požadavky nikoli do Prahy, ale přímo do Bratislavy. Týkaly se území v okolí Čadce, části tatranských lesů, Javoriny, Pienin na Dunajci, řeky Poprad a dalších míst, s celkem přibližně 6000 obyvateli. Slovenská autonomní vláda polskou nótu odmítla a navrhla jednání na základě etnického principu. Následovalo polské ultimátum a autonomní slovenská i československá vláda, které v té době stály před vyřešením územních sporů s Maďarskem, hrozbě použití síly ustoupily. Československá strana se vzdala možnosti řešit spor cestou plebiscitu a byla vytvořena delimitační komise k určení průběhu hranic. Československé zástupce v delimitační komisi jmenovala slovenská autonomní vláda. Komise pracovala v nepřátelsky laděném prostředí, za spontánních, ale i organizovaných protestů místního obyvatelstva proti připojení k Polsku.
24. listopadu 1938 zaútočil v Oravském Podzámku shromážděný dav kamením na autobus s polskou delegací a polská vláda obratem oznámila, že v zájmu zajištění klidu bude sporné území obsazeno polskou armádou. Dopoledne následujícího dne zahájila Samostatná operační skupina „Slezsko“ polské armády vstup do Čadecka, střeženého zesílenou obranou československé armády. Nastaly urputné ústupové boje se zapojením dělostřelectva a bombardérů. Další den byla oblast obsazena polským vojskem. K podobnému střetu došlo poblíž Javoriny. 30. listopadu 1938 byl podepsán delimitační protokol. Československo ztratilo na Slovensku území o celkové rozloze 226 km2 se 4280 obyvateli. Polské úřady začaly na anektovaném území provádět násilnou asimilaci obyvatelstva. Polština byla zavedena jako jediná úřední řeč a příslušníci slovenské inteligence byli z území vysídlováni.

## Spor v období druhé světové války

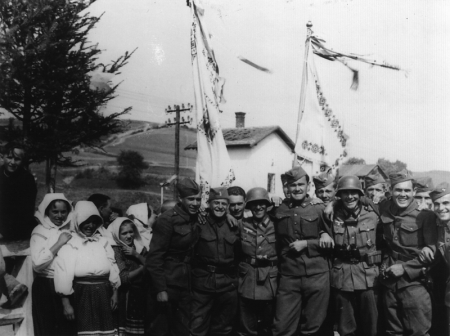
Slovenští a němečtí vojáci během útoku na Polsko

Po vyhlášení samostatného Slovenského státu se začalo Slovensko po boku svého německého spojence připravovat na znovuzískání území odstoupených Polsku. V srpnu 1939 překročila německá armáda řeku Váh a přemístila se pod Oravu, Spiš a Tatry. Na Slovensku započala protipolská kampaň a začaly otevřené přípravy na válku. Do slovenské armády byly povolány záložní ročníky a Hlinkovy gardy posílily slovenské pohraniční jednotky. Množily se pohraniční incidenty, slovenští gardisté přepadli tunely u Mostů u Jablunkova (tehdy součást polského záboru na Těšínsku v roce 1938) a Lupkova. 22. srpna 1939 se v Bratislavě konala mohutná protipolská demonstrace s požadavkem návratu slovensko-polské hranice na starou zemskou hranici uhersko-haličskou, která vyvrcholila protižidovskými útoky. V noci téhož dne zfanatizovaný dav zdemoloval byt polského velvyslance v Bratislavě.

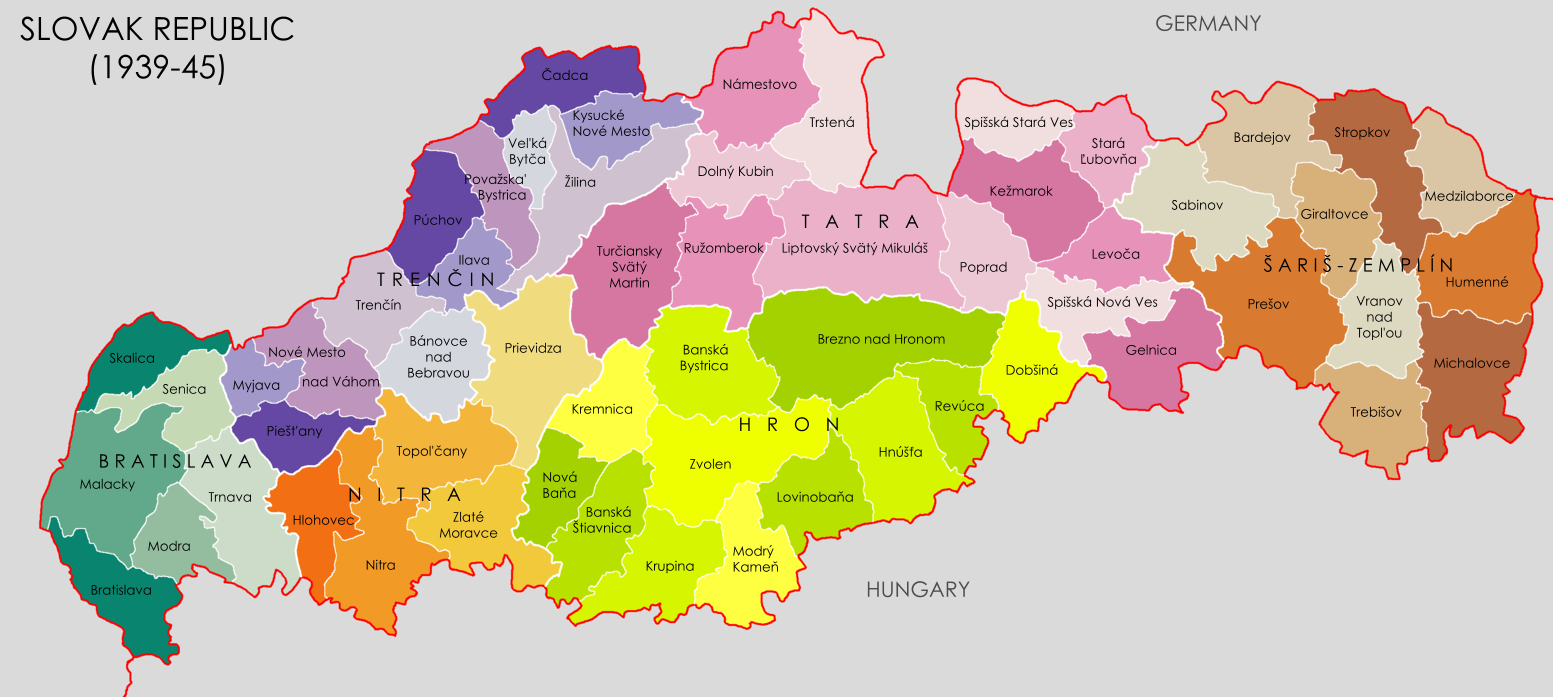
Mapka správního rozdělení Slovenského státu, včetně oblastí Oravy a Spiše, anektovaných Slovenským státem po invazi do Polska

1. září 1939 časně ráno započal německý útok na Polsko. Na úseku německého armádního seskupení „Jih“, kde útočila 14. německá armáda generála Lista, zaútočila i slovenská polní armáda „Bernolák“ o síle třech divizí a jedné rychlé skupiny (celkem bylo zmobilizováno 51 306 mužů). Ze slovenských letišť startovala letadla Luftwaffe, bombardující Krakov a Varšavu. Bojů se zúčastnily i tři slovenské letky – 39. a 45. stíhací letka a 16. pozorovací letka. Na polské straně naopak bojovala Legie Čechů a Slováků, která se v Polsku zformovala jako součást československého zahraničního odboje. 18 vojáků slovenské armády padlo, 46 bylo raněno a 11 bylo nezvěstných. Po ukončení bojů se v Zakopaném se konala přehlídka slovenských vojsk.
21. listopadu 1939 byla podepsána slovensko-německá smlouva o vzájemných hranicích a sporné území Oravy a Spiše (včetně území přiřčeného Polsku v roce 1920) se stalo součástí Slovenského státu. Slovensko tak získalo území o rozsahu 770 km2 s 34 509 obyvateli. Konečná delimitace hranic proběhla v letech 1941 až 1943.

## Po druhé světové válce
Po druhé světové válce stálo Československo primárně na pozici zachování svých předmnichovských hranic, proto též nenárokovalo tu část Oravy a Spiše, kterou Slovenský stát anektoval v roce 1939. 20. května 1945 byla v Trstené podepsána dohoda o vrácení těchto území Polsku a následujícího dne československá pohraniční stráž ustoupila na předmnichovské československé hranice. Obyvatelstvo vyklizeného území proti jeho předání Polsku protestovalo a přálo si zůstat na Slovensku. Polská správa byla na vyklizeném území zavedena počátkem července 1945. Na několika místech došlo k srážkám polských a slovenských milicí, situaci uklidnil až příchod polského vojska 17. července 1945. Podle slovenských pramenů na Slovensko v té době z vyklizeného území odešlo asi 15 000 místních obyvatel. 17. července 1945 se hranice vrátily do předmnichovské podoby, ve které se staly 1. ledna 1993 i hranicemi slovensko-polskými. Ihned po 17. červenci 1945 obnovilo Polsko útlak zdejších Slováků ve snaze celou oblast polonizovat.
Po druhé světové válce začalo Polsko také požadovat připojení i československého Těšínska k Polsku. Hlavním argumentem Polska byl požadavek na vytvoření polského národnostně homogenního státu, který by (poté, co bylo Polsko nuceno odstoupit Sovětskému svazu velkou část svých východních území, osídlených Bělorusy a Ukrajinci) ve svých hranicích zahrnoval všechny oblasti osídlené Poláky. V důsledku posunu hranic Polska na Odru a Lužickou Nisu vznikly současně další československo-polské spory o bývalá německá území Kladska, Hlubčicka a Ratibořska, na kterých žila česká menšina, ale která Sovětský svaz předal do správy Polsku. Po mnoha bezvýsledných jednáních byla nakonec na zásah Sovětského svazu v roce 1947 podepsána mezi Československem a Polskem smlouva o přátelství a vzájemné pomoci. Podpis smlouvy zklidnil situaci, i když vzájemné napětí přetrvávalo.

## Ukončení sporu
Všechny československo-polské pohraniční spory, tedy i spor o Oravu a Spiš, s konečnou platností ukončila Smlouva mezi Československou republikou a Polskou lidovou republikou o konečném vytyčení státních hranic, podepsaná ve Varšavě 13. června 1958. Tato smlouva byla 17. října 1958 ratifikována Národním shromážděním Republiky československé, a to ústavním zákonem č. 62/1958 Sb. o konečném vytyčení státních hranic s Polskou lidovou republikou. Platnosti smlouva nabyla 14. února 1959.